# Chiostrino dei Voti
Le Chiostrino dei Voti est un petit cloître à portique placé en narthex en avant de la façade de la Basilique de la Santissima Annunziata  à Florence qui comporte un cycle de fresques dans les lunettes datant d'une période entre le XVe et le XVIe siècle que l'on doit en particulier à Andrea del Sarto, Pontormo, Alesso Baldovinetti, Cosimo Rosselli et Rosso Fiorentino.

## Description
Il comporte également des médaillons à l'aplomb des colonnes entre chaque arche, sur lesquels sont représentées des figures saintes dues à Andrea di Cosimo Feltrini.

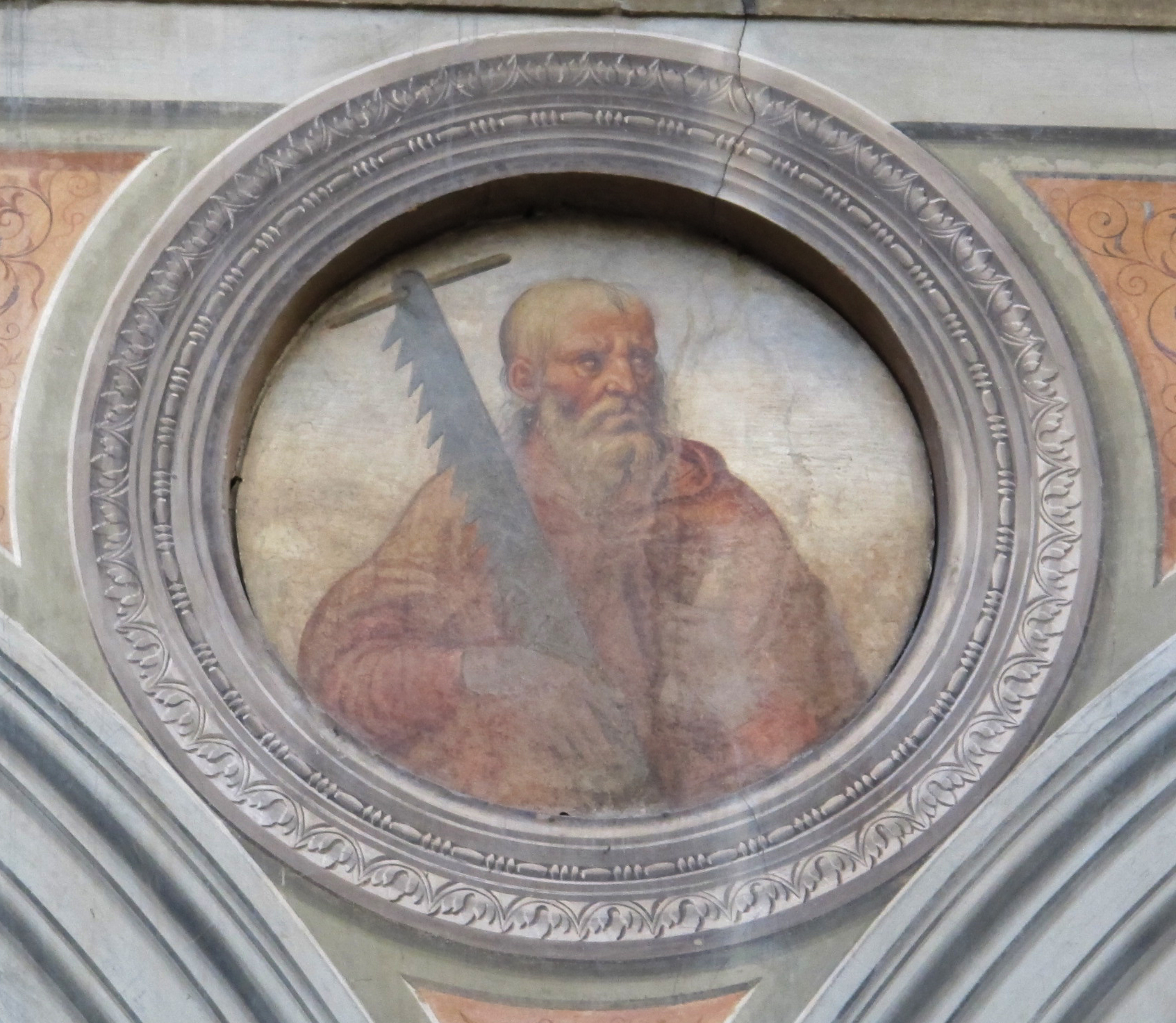
Saint Simon le Zélote
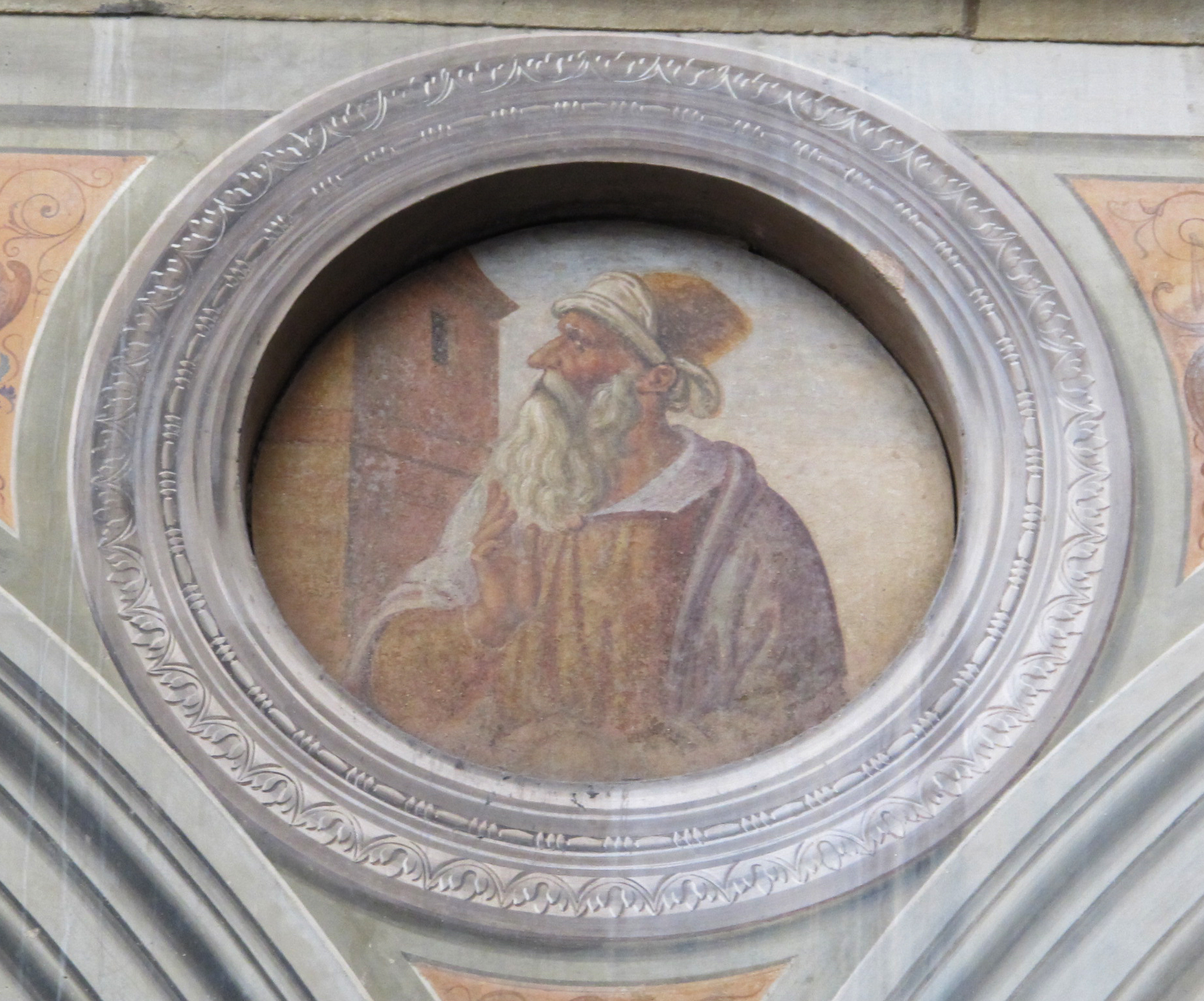
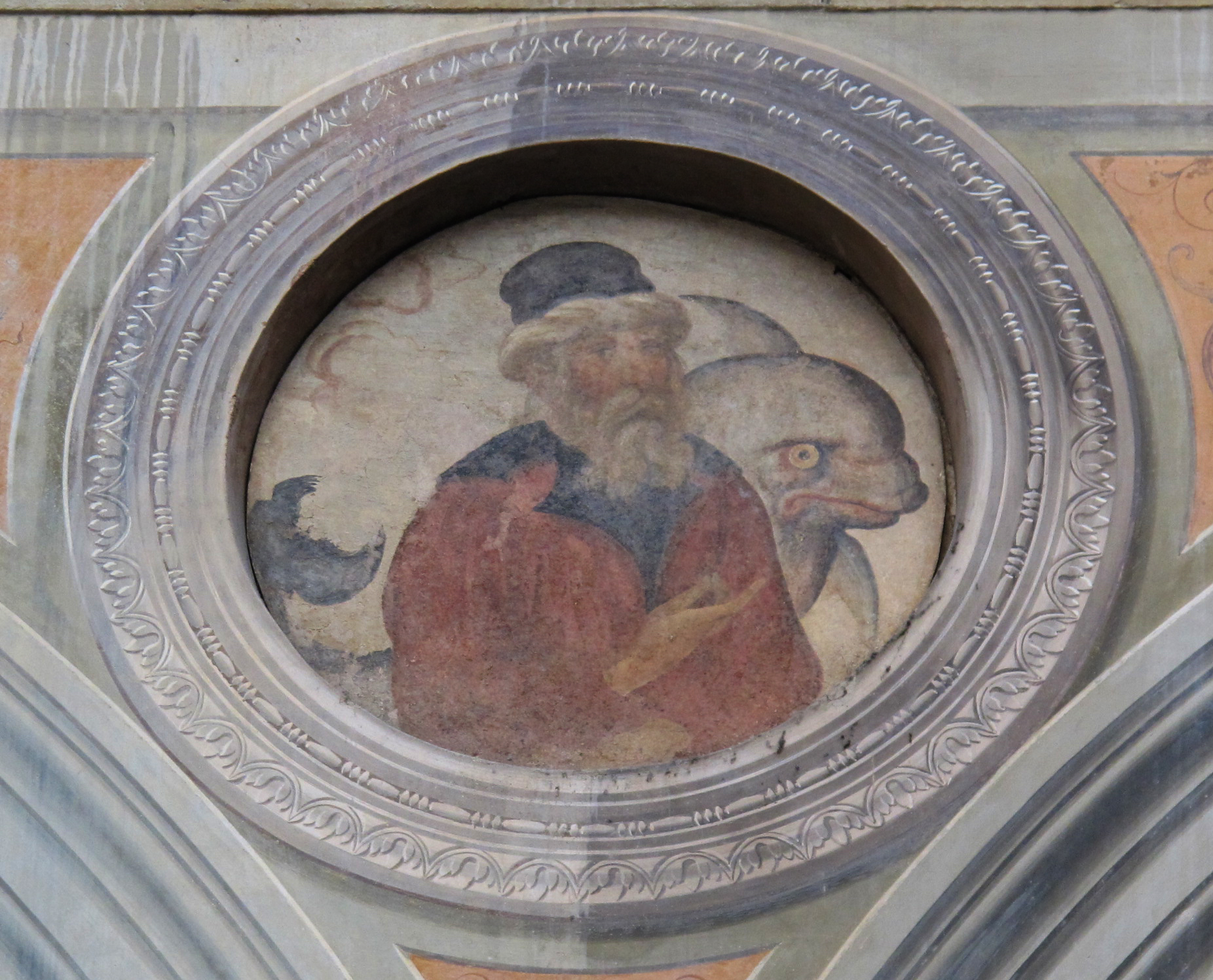
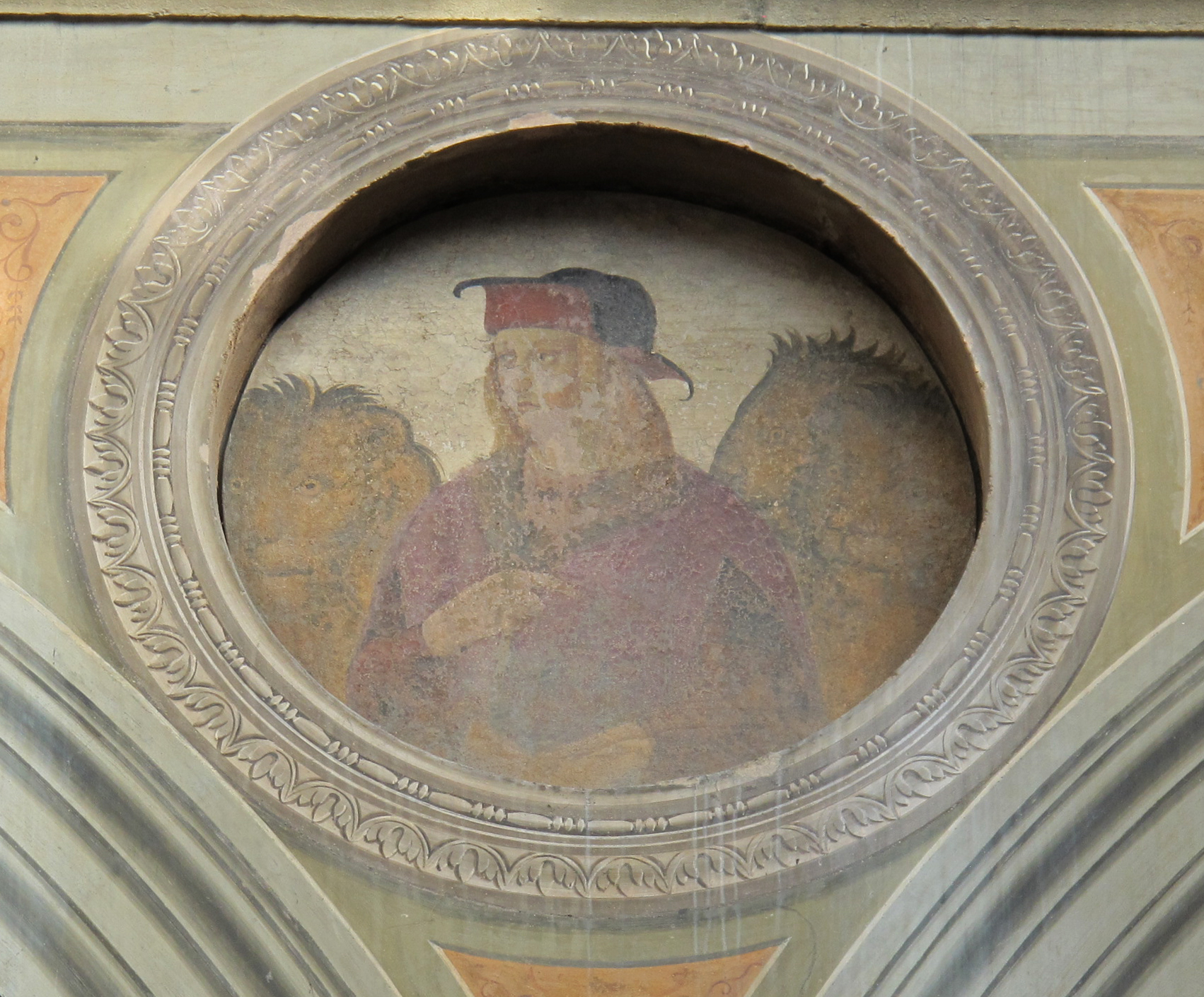
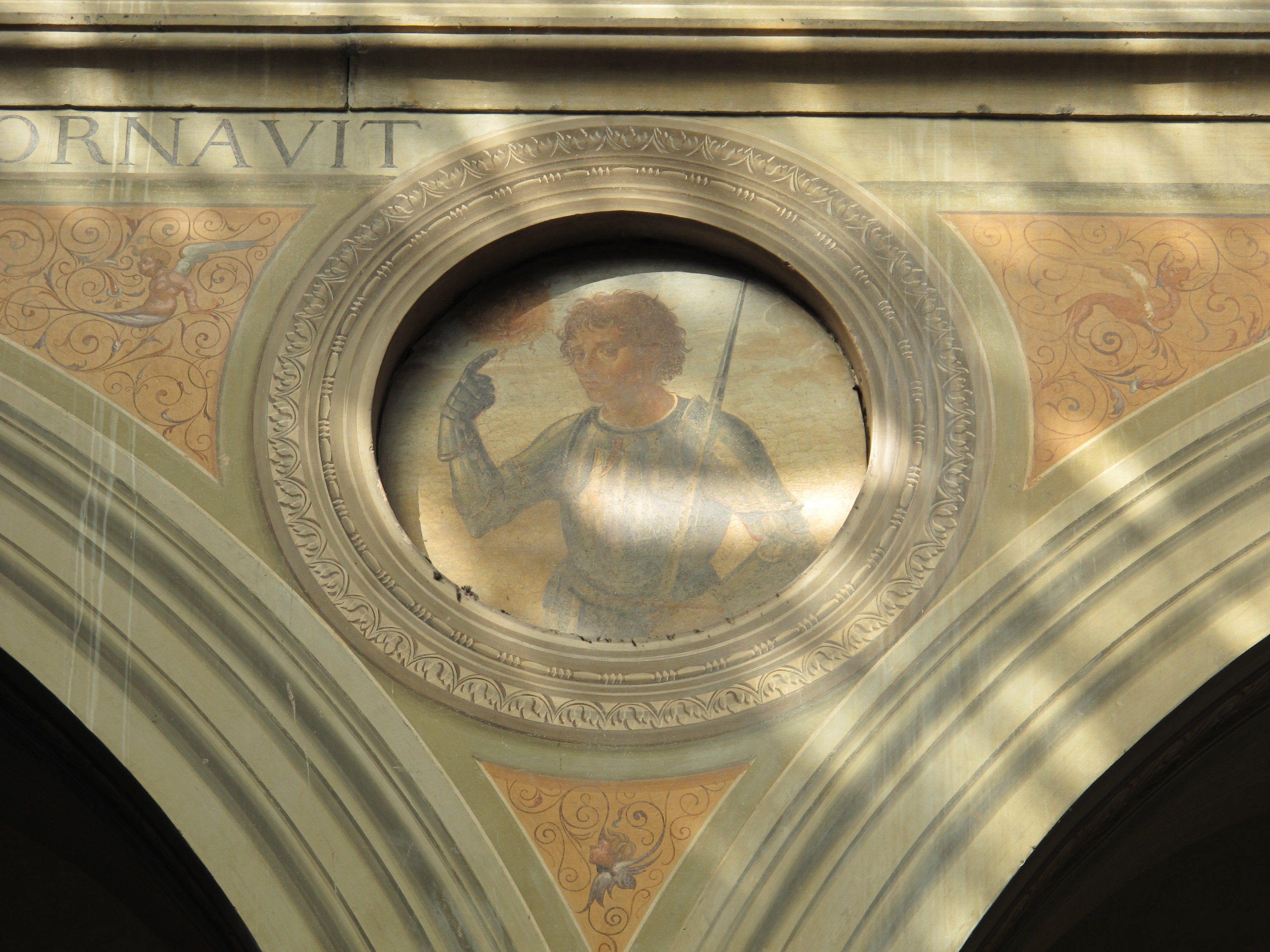
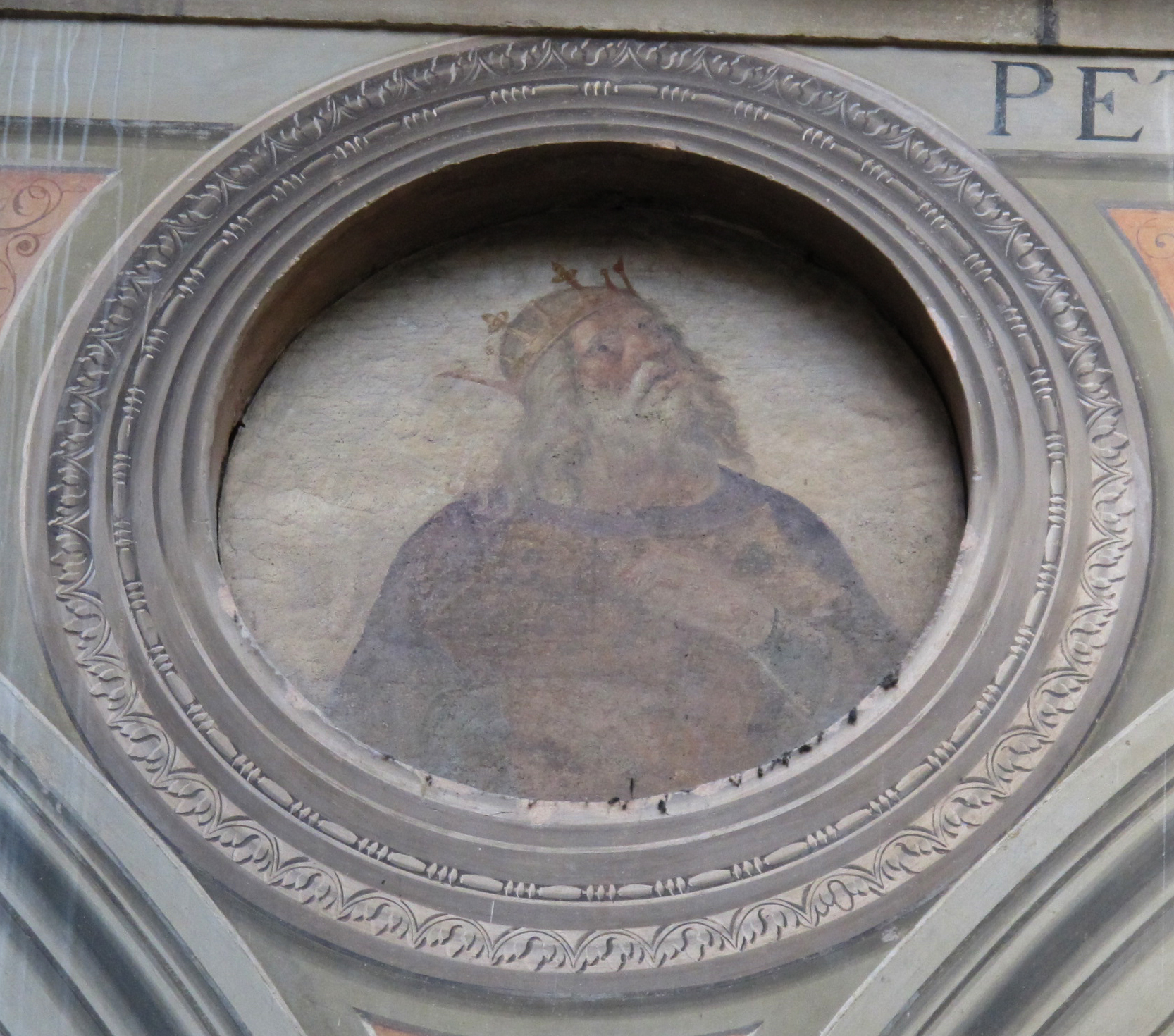

## Le cycle des fresques
Fresque des lunettes
| n° | Img | Autore              | h cm | l cm | Storie         | Soggetto                                                   | Anno      |
| -- | --- | ------------------- | ---- | ---- | -------------- | ---------------------------------------------------------- | --------- |
| 01 |     | Cosimo Rosselli     | 364  | 303  | Filippo Benizi | Vocazione di san Filippo Benizi                            | 1476      |
| 02 |     | Andrea del Sarto    | 380  | 321  | Filippo Benizi | San Filippo risana un lebbroso                             | 1509-1510 |
| 03 |     | Andrea del Sarto    | 360  | 304  | Filippo Benizi | Punizione dei bestemmiatori                                | 1510      |
| 04 |     | Andrea del Sarto    | 364  | 300  | Filippo Benizi | Liberazione di una indemoniata                             | 1509-1510 |
| 05 |     | Andrea del Sarto    | 362  | 306  | Filippo Benizi | Morte di san Filippo Benizi e resurrezione di un fanciullo | 1510      |
| 06 |     | Andrea del Sarto    | 386  | 380  | Filippo Benizi | Devozione dei fiorentini alle reliquie di san Filippo      | 1510      |
| 07 |     | Andrea del Sarto    | 410  | 340  | Maria          | Natività della Vergine                                     | 1513-1514 |
| 08 |     | Alesso Baldovinetti | 390  | 488  | Maria          | Adorazione dei pastori                                     | 1463      |
| 09 |     | Andrea del Sarto    | 407  | 321  | Maria          | Viaggio dei Magi                                           | 1511      |
| 10 |     | Franciabigio        | 385  | 321  | Maria          | Sposalizio della Vergine                                   | 1513      |
| 11 |     | Pontormo            | 392  | 337  | Maria          | Visitazione                                                | 1514-1516 |
| 12 |     | Rosso Fiorentino    | 385  | 337  | Maria          | Assunzione della Vergine                                   | 1517      |